# Nid d'oiseau
Pour les articles homonymes, voir Nid d'oiseau (homonymie).
Un nid d'oiseau est un nid où les oiseaux pondent et incubent leurs œufs et élèvent leurs oisillons. Selon les espèces, il peut être de forme et de constitution très variées et être construit dans des milieux très différents,,.

Diversité des nids d'oiseau :
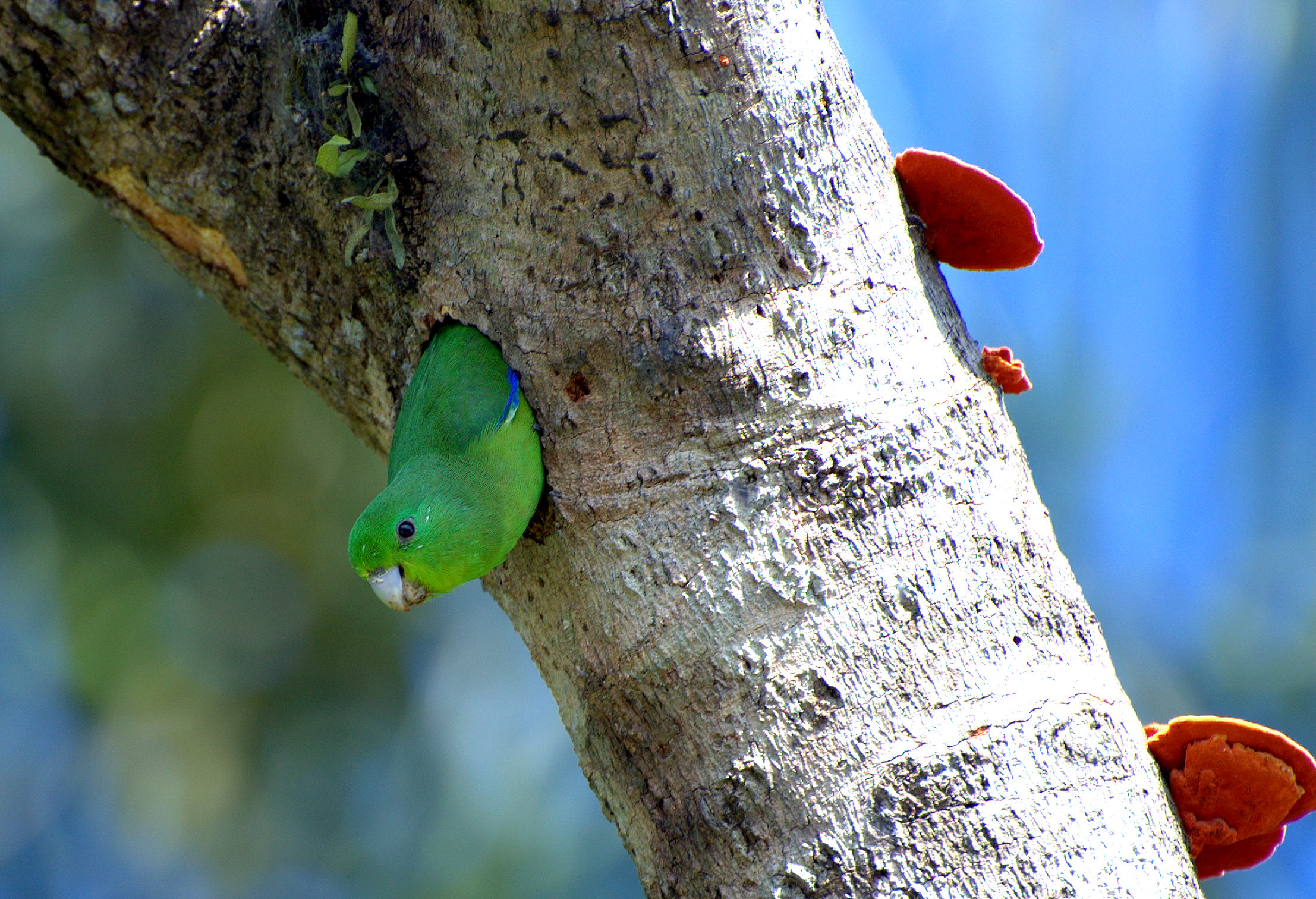
Nid en cavité de Toui de Spix (Forpus xanthopterygius).
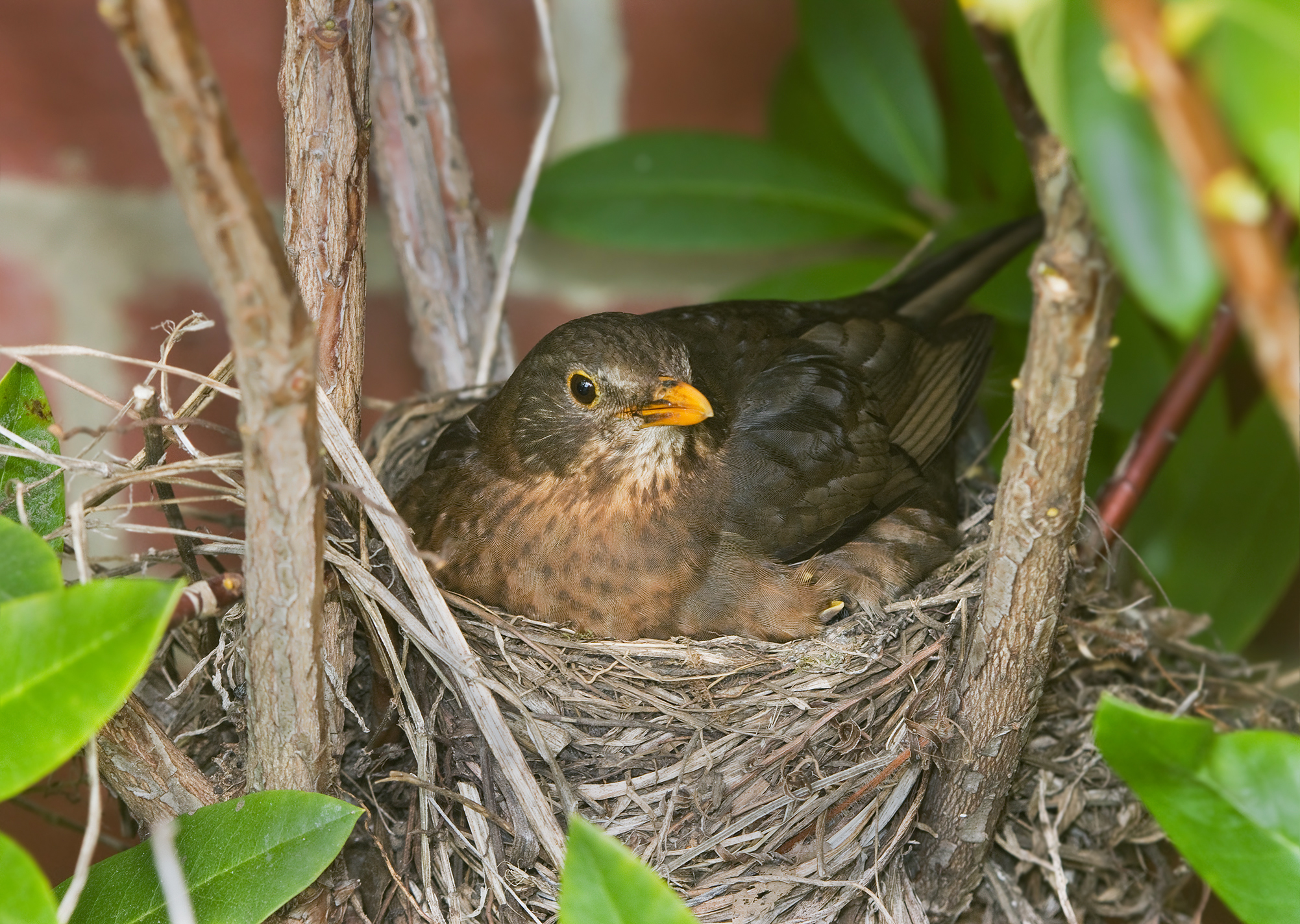
Nid en coupe de Merle noir (Turdus merula).
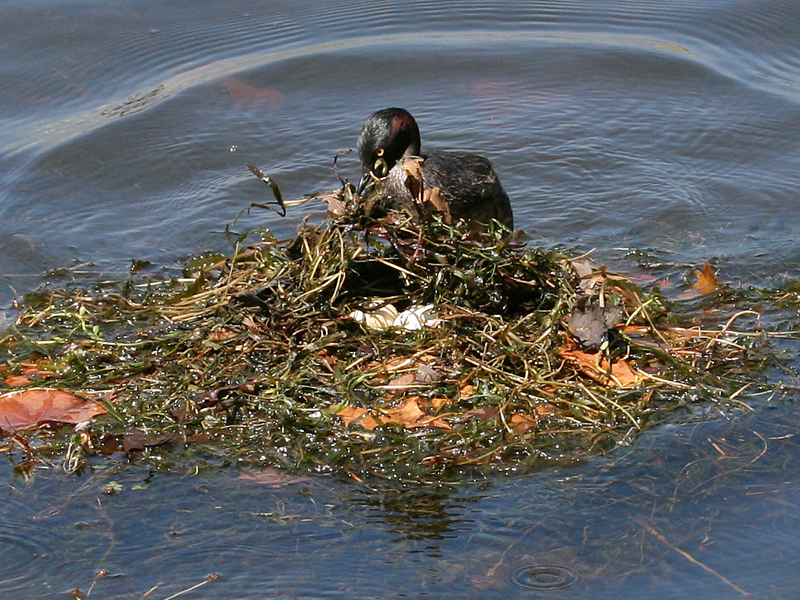
Nid flottant de Grèbe australasien (Tachybaptus novaehollandiae).
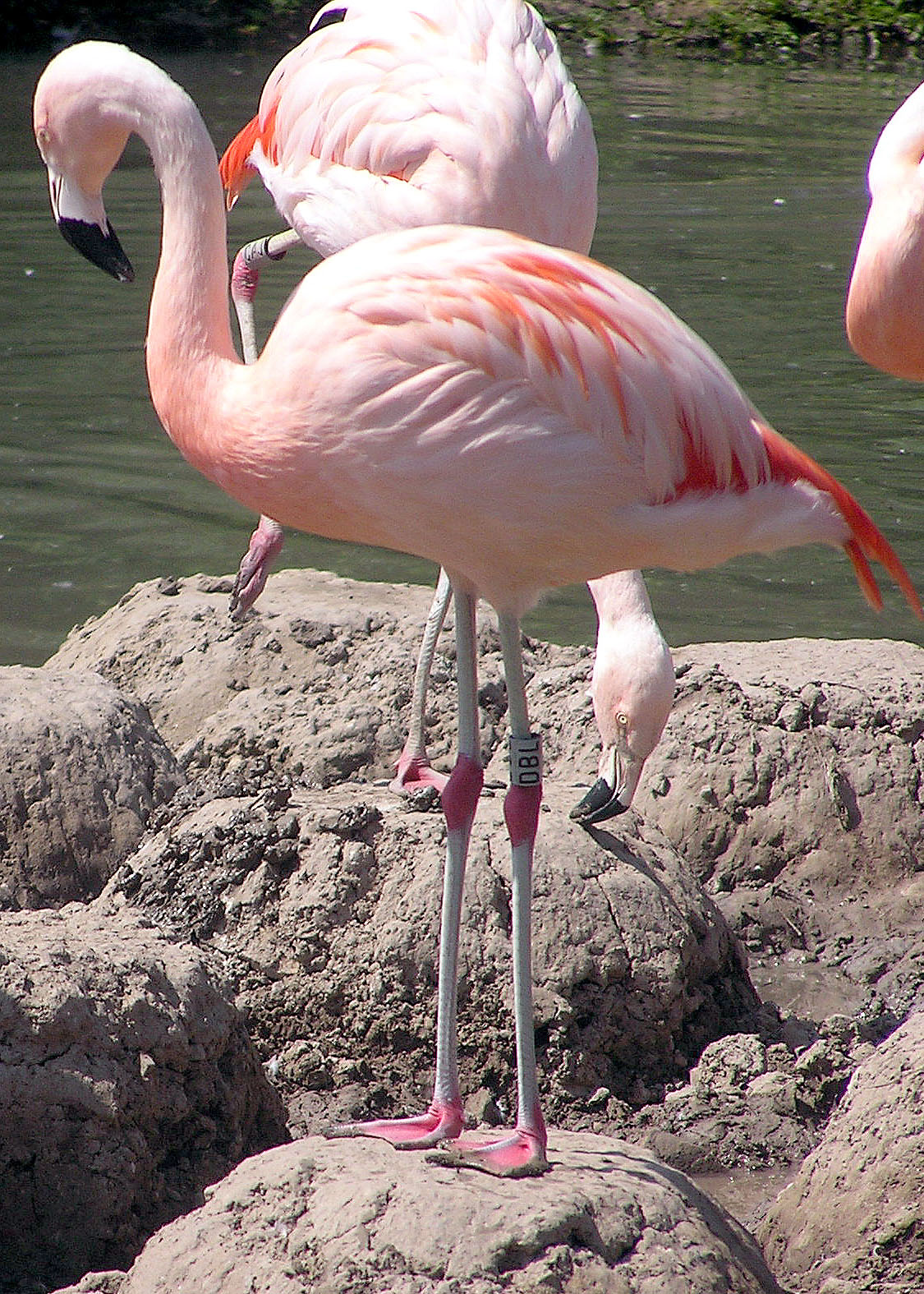
Nid en monticule de Flamant du Chili (Phoenicopterus chilensis).
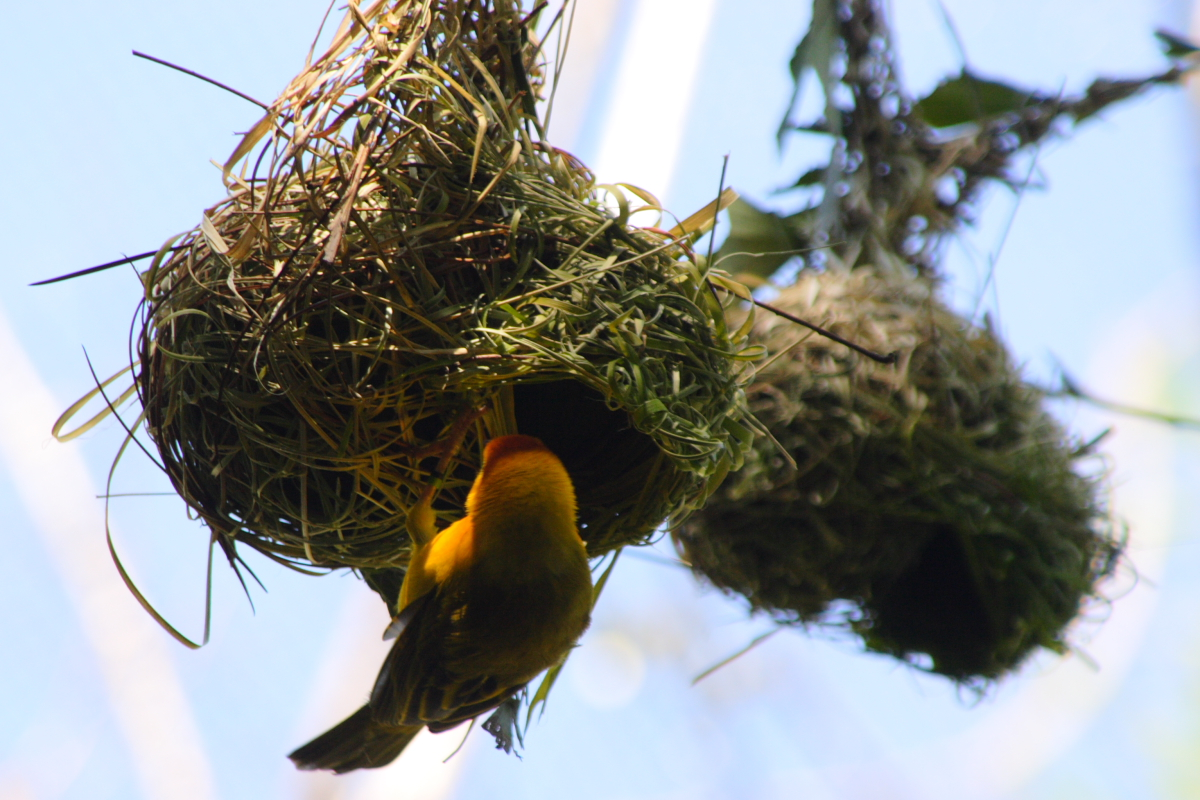
Nid en pendentif de Tisserin de Taveta (Ploceus castaneiceps).
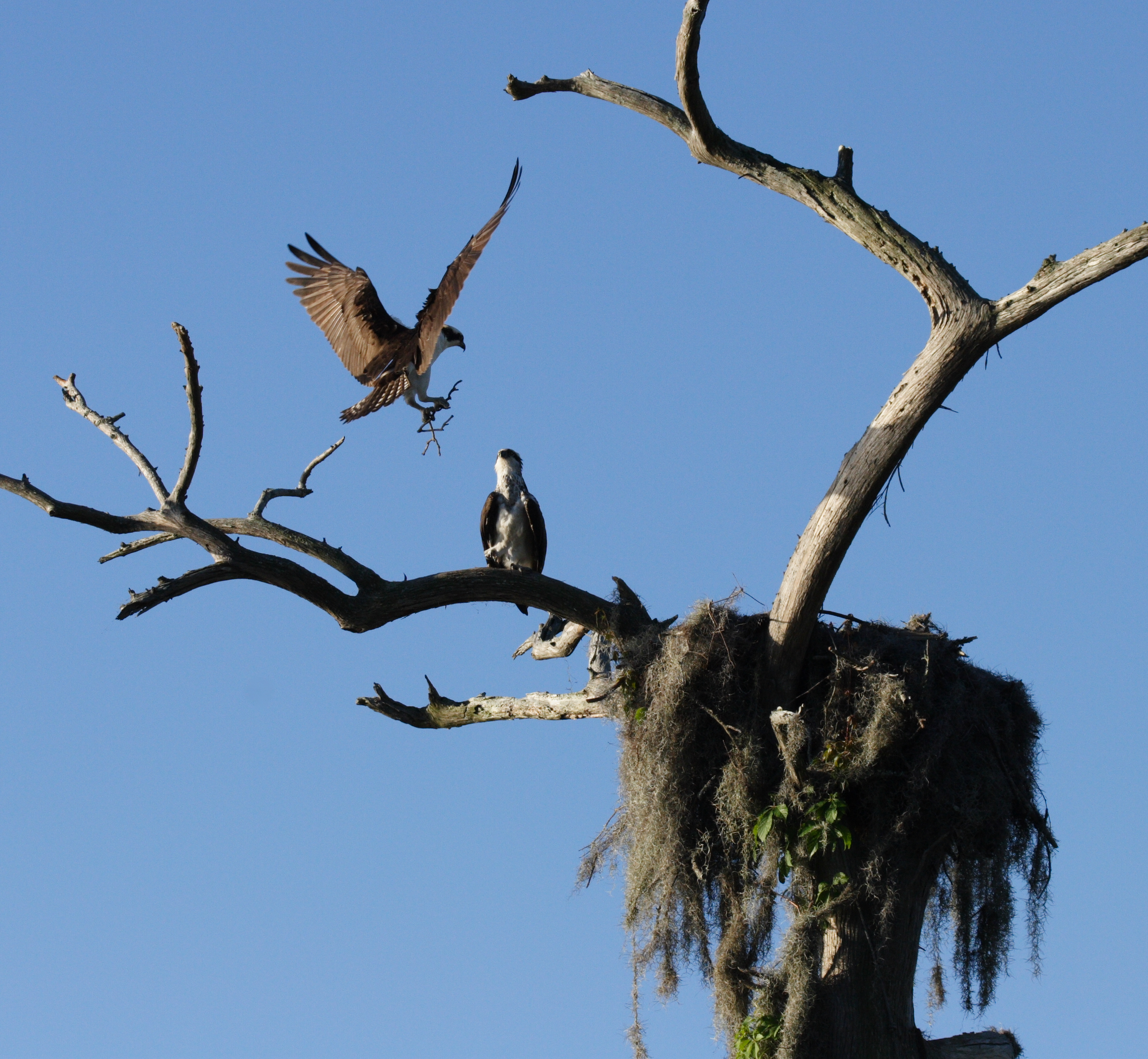
Nid en plate-forme de Balbuzard pêcheur (Pandion haliaetus).
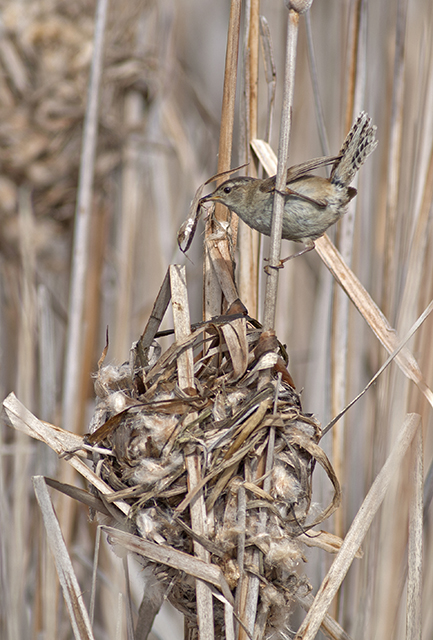
Nid en sphère de Troglodyte des marais (Cistothorus palustris).
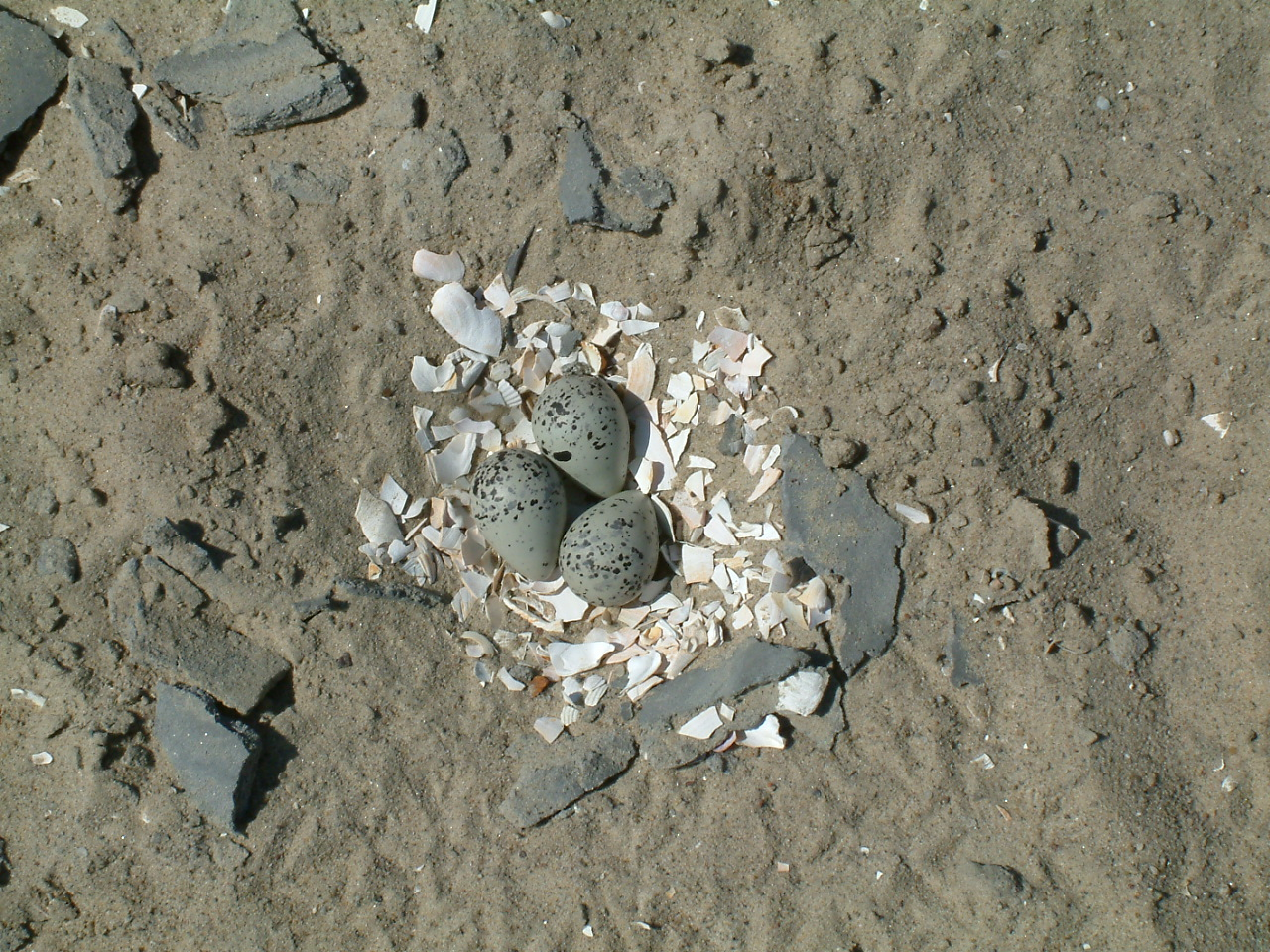
Nid au sol de gravelot (Charadrius sp.).
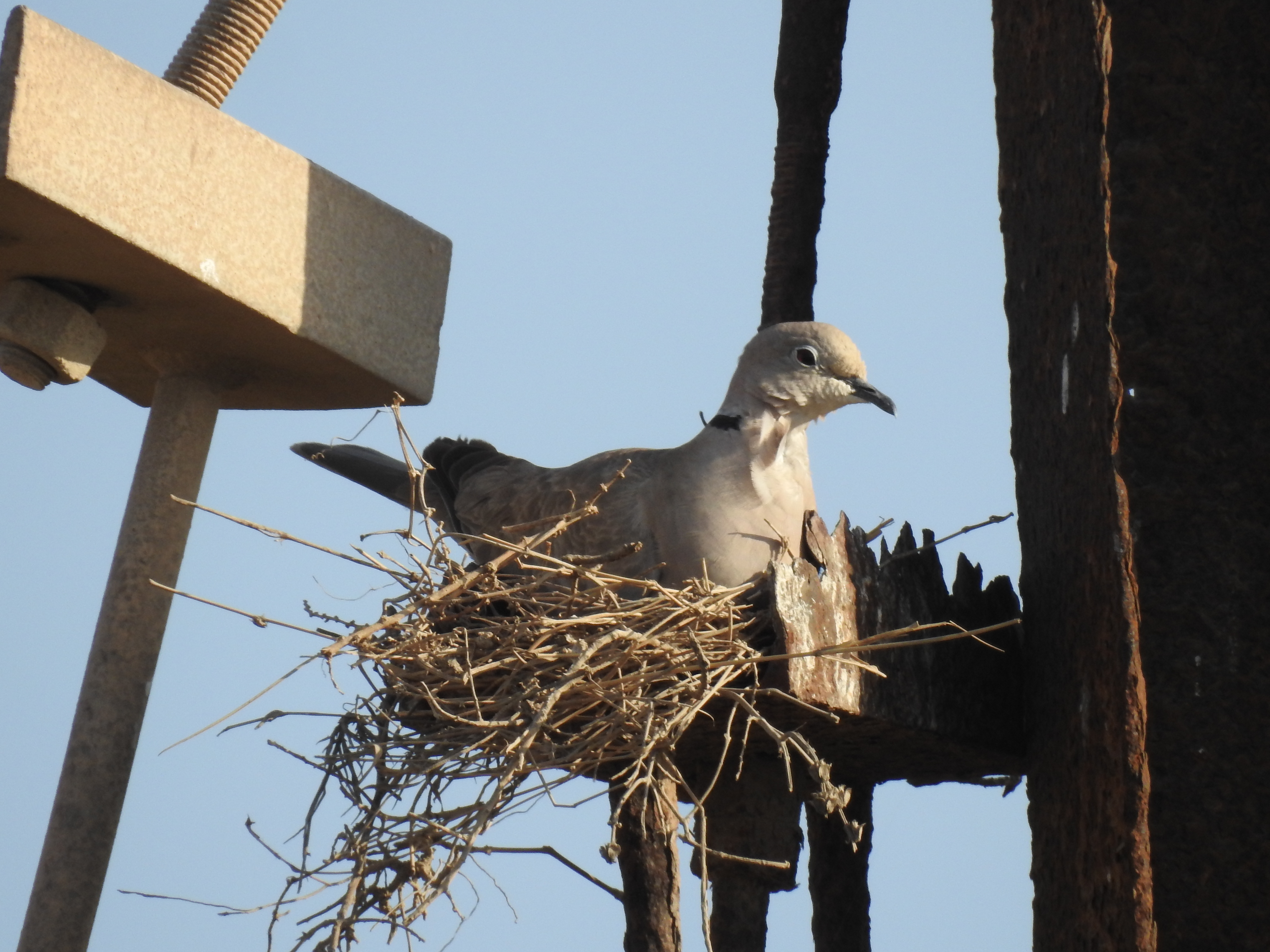
Nid en soucoupe de Tourterelle turque (Streptopelia decaocto).
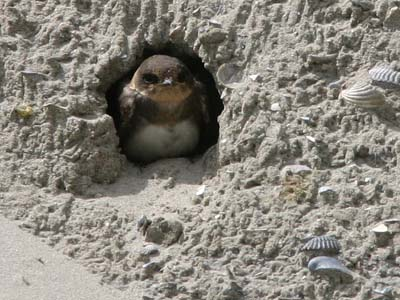
Nid en terrier d'Hirondelle de rivage (Riparia riparia).